# Jochen Gaues
Jochen Gaues (* 1966 in Sande (Friesland),) ist ein deutscher Bäcker, der als Lieferant der gehobenen Gastronomie bekannt und von den Medien als „Promi-Bäcker“ tituliert wurde.

## Leben
Jochen Gaues ist der Sohn von Jürgen Gaues, Chemiker am Wilhelmshavener Max-Planck-Institut für Meeresbiologie, und dessen Frau Ruthgard, einer Medizinisch-Technischen Assistentin. Sein Onkel arbeitete als Bäckermeister in Wolfsburg. Nach der neunten Klasse verließ er die Schule und absolvierte eine Bäckerlehre. Er ist in zweiter Ehe verheiratet und hat sechs Kinder.
Als junger Bäckermeister übernahm Gaues 1989 mit seiner ersten Ehefrau Sabine Gaues 
einen alteingesessenen Betrieb in Gehrden bei Hannover, den er erweiterte. Nach mehreren Filialgründungen beschäftigte er bis zu hundert Mitarbeiter. Auf Wettbewerben gewann er zahlreiche Auszeichnungen, so dass er Mitte der 1990er-Jahre als „bester Bäcker Deutschlands“ bezeichnet wurde. 2002 meldete sein Unternehmen Insolvenz an. Sein Freund, der Berliner Koch Christian Lohse empfahl ihm daraufhin, sich auf Gastronomiebrot zu spezialisieren. Die Bäckerei ging 2004 in Inhaberschaft seiner heutigen zweiten Frau über, Gaues selbst wurde Angestellter. Der Betrieb backte Brot ohne vorgefertigte Teigmischungen und künstliche Zusätze. Aufgrund der Belieferung von Gourmetrestaurants wurde das nach ihm benannte Unternehmen als „Promi-Bäckerei“ tituliert. 2011 wurde die Inhaberin der Bäckerei, Elisabeth Gaues, aufgrund schwerwiegender hygienischer Mängel in der Bäckerei zu einer Geldstrafe von 14.000 Euro verurteilt. Im Jahr 2013 meldete das Unternehmen Insolvenz an.
Ab 2014 war Jochen Gaues in der „Bäcker Gaues GmbH“ engagiert. Neben dem Verkauf im Ladengeschäft in Lachendorf wurden 2015 die drei Hamburger Filialen von „Broterbe Gaues“ übernommen und Filialen in Hannover-Kirchrode und in Hamburg-Blankenese eröffnet. 2019 verließ Jochen Gaues dieses Unternehmen, welches nachfolgend in „Die Backgeschwister“ umbenannt wurde.
Im April 2020 wurde mit dem Namen „Der echte Gaues“ wieder ein Geschäft in Hannover-Kleefeld eröffnet und eine Vergrößerung mit Filialen in Hannover und Hamburg und auf Wochenmärkten versucht. Am 30. Juni 2022 musste der Betrieb Insolvenz anmelden. Eine der Filialen wurde anschließend von Jochen Gaues übernommen und unter dem Namen „Jochen Gaues Original“ weitergeführt. Zudem kooperiert Jochen Gaues seit 2022 mit der Hamburger Großbäckerei „Dat Backhus“.

## Präsenz in den Medien
Gaues erlangte zur Fußball-Weltmeisterschaft 2006 bundesweite Aufmerksamkeit, als er die deutsche Nationalmannschaft mit seinen Backwaren belieferte.
Der Norddeutsche Rundfunk drehte 2010 über Gaues die dreiteilige Reportage Der Bäcker. Der Autor des vorgenannten Filmbeitrages des NDR sowie dessen Bruder sind als Erwerber oder Betreiber von Verkaufsstellen der Bäckerei Broterbe Gaues in Erscheinung getreten.
Im Rahmen der Veranstaltung „Europas Beste“, wurde Jochen Gaues 2017 mit seiner Ehefrau Elisabeth auf die MS Europa eingeladen, wo er unter Köchen und Winzern sein Brot präsentierte. Im September 2017 war er bei den „Best-of-the-Best-Awards“ der Besten aus Gastronomie, Handel und Produktion in Düsseldorf eingeladen und in der Kategorie „Unternehmen 2017“ nominiert. Er erzielte bei der anschließenden Wahl jedoch nur den zehnten und damit letzten Platz.
2017 war Jochen Gaues Gast in der Kochshow DAS!Kochstudio – Silvestermenü des NDR.

## Filme
- Rebell in der Backstube – Der Bäcker Jochen Gaues. Dokumentarfilm, Deutschland, 2012, 23 Min., Buch und Regie: Kathrin Sänger, Produktion: Spiegel TV, Erstsendung: 4. Juni 2012 bei SAT1, Inhaltsangabe von Spiegel TV und online-Video.
- Das Beste vom Promi-Bäcker. Fernseh-Reportage, Deutschland, 2011, 60 Min., Buch und Regie: Olaf Kaune, Produktion: Best Company Video, NDR, Erstsendung: 31. Juli 2011, Reihe: die nordstory, Inhaltsangabe von ARD, Zusammenschnitt der dreiteiligen Reportage.
- Griff nach den Sternen. Die neuen deutschen Kochstars. Dokumentarfilm, Deutschland, 2011, 208 Min., Buch und Regie: Ralph Quinke, Produktion: Spiegel TV, Erstsendung: 19. März 2011 bei VOX, Inhaltsangabe von Spiegel TV.
 Gaues wird interviewt und ist bei einer Brotlieferung an seinen Freund Christian Lohse im Hotel Regent Berlin zu sehen.
- Der Bäcker. 3. Gaues goes Großstadt. Fernseh-Reportage, Deutschland, 2011, 30 Min., Buch und Regie: Olaf Kaune, Produktion: Best Company Video, NDR, Erstsendung: 23. Februar 2011, Inhaltsangabe von ARD.
- Der Bäcker. 2. Der neue Ofen. Fernseh-Reportage, Deutschland, 2011, 30 Min., Buch und Regie: Olaf Kaune, Produktion: Best Company Video, NDR, Erstsendung: 9. Februar 2011.
- Der Bäcker. 1. Promitour. Fernseh-Reportage, Deutschland, 2011, 30 Min., Buch und Regie: Olaf Kaune, Produktion: Best Company Video, NDR, Erstsendung: 2. Februar 2011, Film-Informationen vom NDR.